# Suure-Rootsi
Suure-Rootsi – wieś w Estonii, w prowincji Sarema, w gminie Pihtla.